# 4-tert-Butylbenzoesäure
4-tert-Butylbenzoesäure (TBBA bzw. PTBBA) ist ein Alkylderivat der Benzoesäure und entsteht bei der Luftoxidation von 4-tert-Butyltoluol. Die Säure wird als Kettenabbruchreagenz bei Polykondensationsreaktionen, ihre Erdalkalisalze als Wärmestabilisatoren für PVC eingesetzt.
4-tert-Butylbenzoesäure wird wegen ihrer toxikologischen Bedenklichkeit in Europa nicht mehr hergestellt.

## Darstellung
Das Standardverfahren zur Herstellung von 4-tert-Butylbenzoesäure ist die Oxidation von 4-tert-Butyltoluol (PTBT) in der Flüssigphase mit Luftsauerstoff unter Katalyse mit Cobaltsalzen, bevorzugt Cobalt(II)-acetat.
Die Oxidation von 4-tert-Butyltoluol mit konzentrierter Salpetersäure bei 180 °C ist wegen der Korrosivität heißer Salpetersäure und den in großen Mengen erzeugten nitrosen Gasen trotz guter Ausbeuten ebenso veraltet wie die Oxidation von PTBT mit Kaliumpermanganat.

## Eigenschaften
4-tert-Butylbenzoesäure fällt meist an als weißliches kristallines Pulver mit schwach aromatischem Geruch, das in Wasser bei neutralem pH-Wert löslich, im Sauren schwerlöslich ist. Die Säure löst sich in vielen organischen Lösungsmitteln ebenso wie im Alkalischen unter Salzbildung.
TBBA erwies sich in Tierversuchen als reprotoxisch und muss unter entsprechenden Vorsichtsmaßnahmen gehandhabt werden.

## Verwendung
4-tert-Butylbenzoesäure findet Verwendung zur Modifizierung und Eigenschaftsverbesserung von Alkydharzen, als Kettenabbruchreagenz bei der Polyester-Polykondensation, als Nukleirungsmittel für Polypropylen und als Ausgangsmaterial für funktionalisierte Hydrazide als Extraktionsmittel für zweiwertige Kupfersalze, sowie für Methyl-4-tert-Butylbenzoat als Synthesebaustein für Avobenzon.
Salze der 4-tert-Butylbenzoesäure mit Alkalimetallen wie Kalium und mit Erdalkalimetallen wie Magnesium, Calcium und Barium werden bzw. wurden – meist als Kombinationen zweier Salze in flüssiger Form – zur thermischen Stabilisierung von flexiblem Weich-PVC eingesetzt. Die als Stabilisatoren für starres Hart-PVC bisher gebräuchlichen Cadmium- und Bleisalze aromatischer und aliphatischer Carbonsäuren enthalten keine 4-tert-Butylbenzoesäure.
Salze von TBBA mit Aminen, wie z. B. mit Diethanolamin als Antioxidans und Korrosionsschutzmittel Kühlschmiermitteln und Schmierstoffen zugesetzt.
Durch Hydrierung an einem hauptsächlich aus einem Gemisch von Lanthanoxid und Neodym(III)-oxid bestehenden Didym-Katalysator bei 400 °C wird aus TBBA 4-tert-Butylbenzaldehyd in 80%iger Ausbeute erhalten, der selbst mandelartig riecht und eine Ausgangsverbindung zur Synthese des Maiglöckchendufts Lilial darstellt.